# 京都市立稲荷小学校
京都市立稲荷小学校（きょうとしりつ いなりしょうがっこう）は京都府京都市伏見区深草開土町にある公立小学校。

## 沿革
- 1916年（大正5年） - 深草第二尋常小学校として創立。
- 1931年（昭和6年） - 京都市深草第二尋常小学校と改称。
- 1941年（昭和16年） - 京都市稲荷国民学校と改称。
- 1947年（昭和22年） - 京都市立稲荷小学校と改称[1]。

## 卒業後の進路
卒業後は基本的に京都市立深草中学校に進学する。

## 通学区域が隣接している学校
- 京都市立深草小学校
- 京都市立砂川小学校
- 京都市立東山泉小中学校
- 京都市立百々小学校
- 京都市立小野小学校